# Hypena euphyes
Hypena euphyes är en fjärilsart som beskrevs av Louis Beethoven Prout 1922. Hypena euphyes ingår i släktet Hypena och familjen nattflyn. Inga underarter finns listade i Catalogue of Life.